# 灰姑娘的故事：聖誕願望
《灰姑娘的故事：聖誕願望》（英語：A Cinderella Story: Christmas Wish）為2019年美國青少年音樂電影，導演及編劇為米歇尔·约翰斯顿，蘿拉·馬拉諾以及格雷格·索金主演。本部電影為灰姑娘電影系列的第5部作品。本部電影於 2019年10月15日進行數位發行，並於2019年10月29日發行DVD。

## 角色
- 蘿拉·馬拉諾 飾演 凱特(Kat)[5]，女主角。
- 格雷格·索金 飾演 多米尼克(Dominic)[6]
- Isabella Gomez 飾演 艾斯拉(Isla)[6]，凱特的好朋友。
- Johannah Newmarch 飾演 Deirdra[7]
- Barclay Hope 飾演 Terrence[2]
- Lillian Doucet-Roche 飾演 Joy[2]，凱特的姐姐。
- Chanelle Peloso 飾演 葛瑞絲(Grace)[2]，凱特的姐姐。

## 製作過程
2019年3月在溫哥華拍攝。

## 外部連結
- 互联网电影数据库（IMDb）上《灰姑娘的故事：聖誕願望》的资料（英文）